# Geschichte des Brookmerlandes

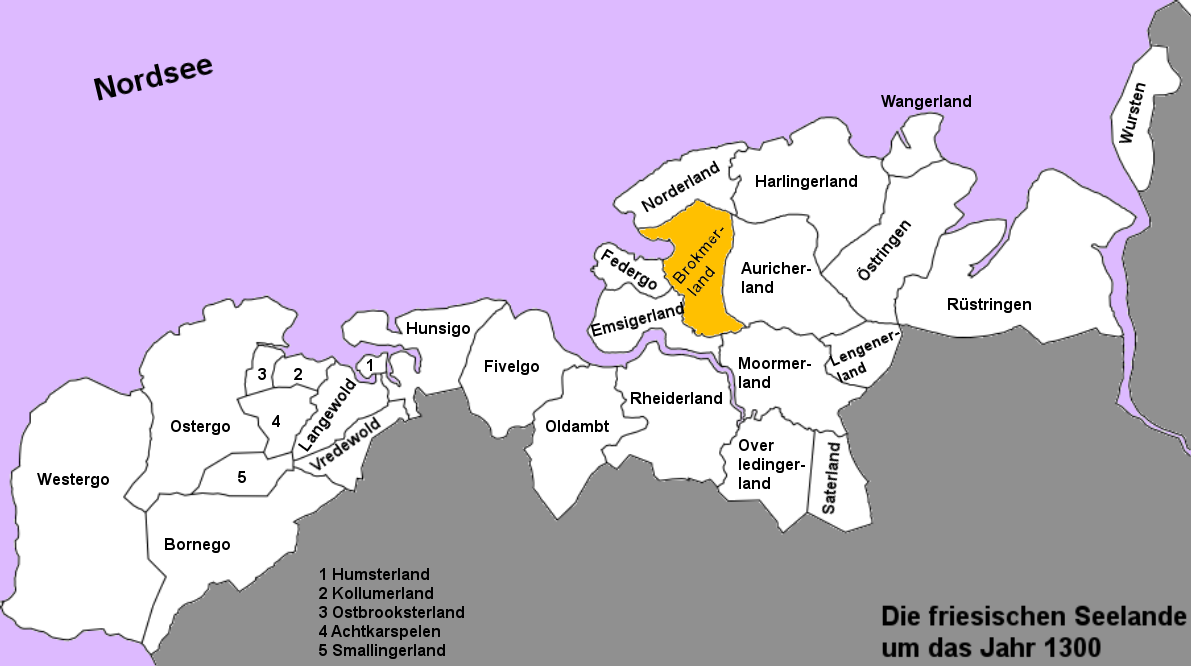
Die friesischen Seelande um das Jahr 1300

Das Brookmerland (historisch Brokmerland geschrieben) ist eine Landschaft und ein historisches Territorium, gelegen im Westen Ostfrieslands, welches ein Gebiet in und um die heutigen Gemeinden Brookmerland und Südbrookmerland umfasst. Von den historischen Landschaften Ostfrieslands ist es die jüngste. Das Brookmerland grenzt im Osten an das Harlingerland und im Norden an das Norderland.
Das historische Brokmerland wird in den Urkunden meist mit nur einem „o“ geschrieben. Vereinzelt findet man auch die Schreibweise „Broekmerland“ mit einem Dehnungs-e, während die heutigen Gemeinden mit diesem Namen die Schreibweise mit dem Doppel-o gewählt haben.

## Namensherkunft
Brokmerland bedeutet Bruchmännerland. Der Name geht auf das altfriesische Wort brōk zurück, das für eine moorige Bruchlandschaft steht, die früher kaum besiedelt war.
Dazu kommt ein zu mer verschliffenes mann mit dem Herkunftsanhägsel er. Brookmerland bedeutet also „Land der Mannen aus dem Moor“.

## Geschichte
Im frühen Mittelalter war das Brookmerland Teil eines riesigen Moor- und Sumpfgebiets, das sich am Westrand des Ostfriesischen Geestrückens, von der Ley (Norder Tief) über die Flumm (Fehntjer Tief) bis nach Westerstede zog und von einer Reihe von flachen Binnenseen, vom Großen Meer bis zum Sandwater, durchsetzt war. Unterbrochen wurde dieses riesige Sumpfgebiet nur durch das auf einem Geestrücken liegende Aurich.
Der westliche Teil, der vor den Toren Nordens begann und in die Gegend von Aurich reichte, war bis zum Beginn des 13. Jahrhunderts weitgehend siedlungsleer. Bodenfunde Funde mittelalterlicher Kugeltopfware in Marienhafe sowie Funde aus muschelgrusgemagerter Ware im benachbarten Osteel deuten auf eine spärliche Besiedlung in der Zeit um 800 hin.
So wurde das schwer passierbare Gebiet zu einer natürlichen Grenzlinie zwischen dem Feder- und dem Emsgau auf der einen Seite und den Gauen Emesga (Emesganaland) im Südwesten und Asterga im Nordosten. Auch kirchenhistorisch spielte diese Grenze eine Rolle, indem sie die Trennlinie zwischen dem Bistum Bremen, zu dem der nordöstliche Teil Ostfrieslands gehörte und dem Bistums Münster, dem die südwestlichen Teile Ostfrieslands zugeordnet waren. Adam von Bremen bezeichnete das Gebiet im 11. Jahrhundert als palus Emisgoae.
Zu einer größeren Besiedlung kam es im Verlauf des 11./12. Jahrhunderts. Zu dieser Zeit war der Deichbau in der Region beendet, zum anderen drängte die Julianenflut von 1164 viele Menschen von der Küste in das Landesinnere. Hinzu kam die wachsende Bevölkerungszahl im hohen Mittelalter, die in Ostfriesland dazu führte, solche siedlungsarmen oder -leeren Räume durch Landesausbau, die so genannte innere Kolonisation, zu erschließen.
Das Brookmerland wurde dabei von Siedlern aus der Krummhörner Marsch sowie der Norder und Auricher Geest urbar gemacht. Im 11./12. Jahrhundert entstanden hier auf dem Rand und den Ausläufern der Geest neue Siedlungen mit ersten Kirchbauten. Das Ergebnis dieses Vorgangs waren die Reihendörfer mit ihren Upstrecken. Die große Gemeinschaftsleistung der Binnenkolonisation, die ohne Förderung und Lenkung durch weltliche oder kirchliche Mächte auskam und auf eigenes Risiko geschah, führte zu einem großen Gemeinschaftsgefühl und Selbstbewusstsein der Bewohner.
Erstmals werden die Brokmer in der Östringer (Rasteder) Chronik von 1148 erwähnt, was darauf hindeuten kann, dass sie zu diesem Zeitpunkt bereits eine gewisse Bedeutung hatten. 1223 werden die Brokmanni in der von Emos von Wittewierum, dem Abt des Klosters Bloemhof, verfassten Chronik Chronicon abbatum in Werum genannt und spätestens ab der Mitte des 13. Jahrhunderts treten die Brokmänner als eigenständige Landesgemeinde. In einer Urkunde des Bischofs von Münster vom 16. Februar 1250 werden gens Brocmannorum und die consulatus Brokmannorum genannt, also eine Landesgemeinde, die unter der Leitung von Consules (Redjeven) stand.
In dieser Zeit haben sie mit dem Brokmerbrief eine Art Verfassung für das Gemeinwesen beschlossen, die viele weitere gesetzliche Regelungen enthielt. Er gilt als ausführlichste friesische Rechtsquelle. Zur Bedeutung des Brokmerbriefs schreiben Wybren Jan Buma und der Rechtshistoriker Wilhelm Ebel: „Es gibt keine friesische Rechtsquelle, die so ausführlich von der Landes- und Gerichtsverfassung handelt wie der Brokmerbrief. Man sieht förmlich, wie hier nicht gewachsene, langsam gewordene Verhältnisse eine sozusagen zufällige Aufzeichnung erfahren, sondern eine bewußte Rechtsbildung, geradezu eine ‚Staatsschöpfung‘ am Werke ist. Es ist eben ein Kolonialland, das hier seine Verfassungsgestalt und die Ordnung seines Rechts- und Gerichtswesens erhält. Ein gewisser Rationalismus - soweit im 13. Jahrhundert davon die Rede sein kann - durchzieht das ganze Gesetzeswerk. Dergleichen finden wir im deutschen Mittelalter sonst nur in den Stadtrechten.“
Auch die anderen friesischen Landesgemeinden besaßen eine Konsulatsverfassung, nach der die Konsuln und Richter jeweils für ein Jahr vom Volk gewählt wurden. Politische Führung und Gerichtsbarkeit lagen unmittelbar in Händen der Bevölkerung. Jährlich fanden Versammlungen der Vertreter der sieben friesischen Seelande statt. Der Upstalsboom ist eine Begegnungsstätte aus dieser Zeit. Das Brookmerland verfügte über eine eigene Gerichtsbarkeit und mit dem Brokmerbrief über eine eigene Verfassung. Dieser berichtet als ausführlichste friesische Rechtsquelle von der Landes- und Gerichtsverfassung des Brookmerlandes, dessen Recht auf dem Willen des zusammengetretenen Volkes beruhte.
Zunächst gliederte sich das Brokmerland in drei Mittelbezirke mit jeweils zwei Hauptkirchen: Marienhafe und Engerhafe, Wiegsboldsbur und Burhafe (heute Einzelhöfe in der Victorburer-Marsch), Bedekaspel und Südwolde (Blaukirchen). Die Kirchenbezirke gehörten zum Bistum Münster. Hauptversammlungsort der Brokmannen war wohl zunächst die Kirche Wiegboldsbur. Die Besiedelung musst schnell und mit vielen Menschen gleichzeitig verlaufen sein, denn das Brokmerland löste sich wohl schon um die Mitte des 13. Jahrhunderts vom Emsigerland. Darauf deutet ein zwischen der terra Brocmanniae und der terra Emesgoniae um das Jahr 1250 geschlossener Vertrag hin, in dem der Umgang mit Rechtsstreitigkeiten zwischen Angehörigen der beiden Landesgemeinden geregelt wird. Außerdem trennte Bischof Otto II. von Münster das Gebiet vom Dekanat Hinte, dem es zuvor unterstand und fasste es zu einem eigenen Dekanat zusammen. Zur Absicherung seiner Macht ließ der Bischof in Fehnhusen im Kirchspiel Engerhafe eine Burg errichten, die spätere Oldeborg, welche die Keimzelle des heutigen Ortes bildete.

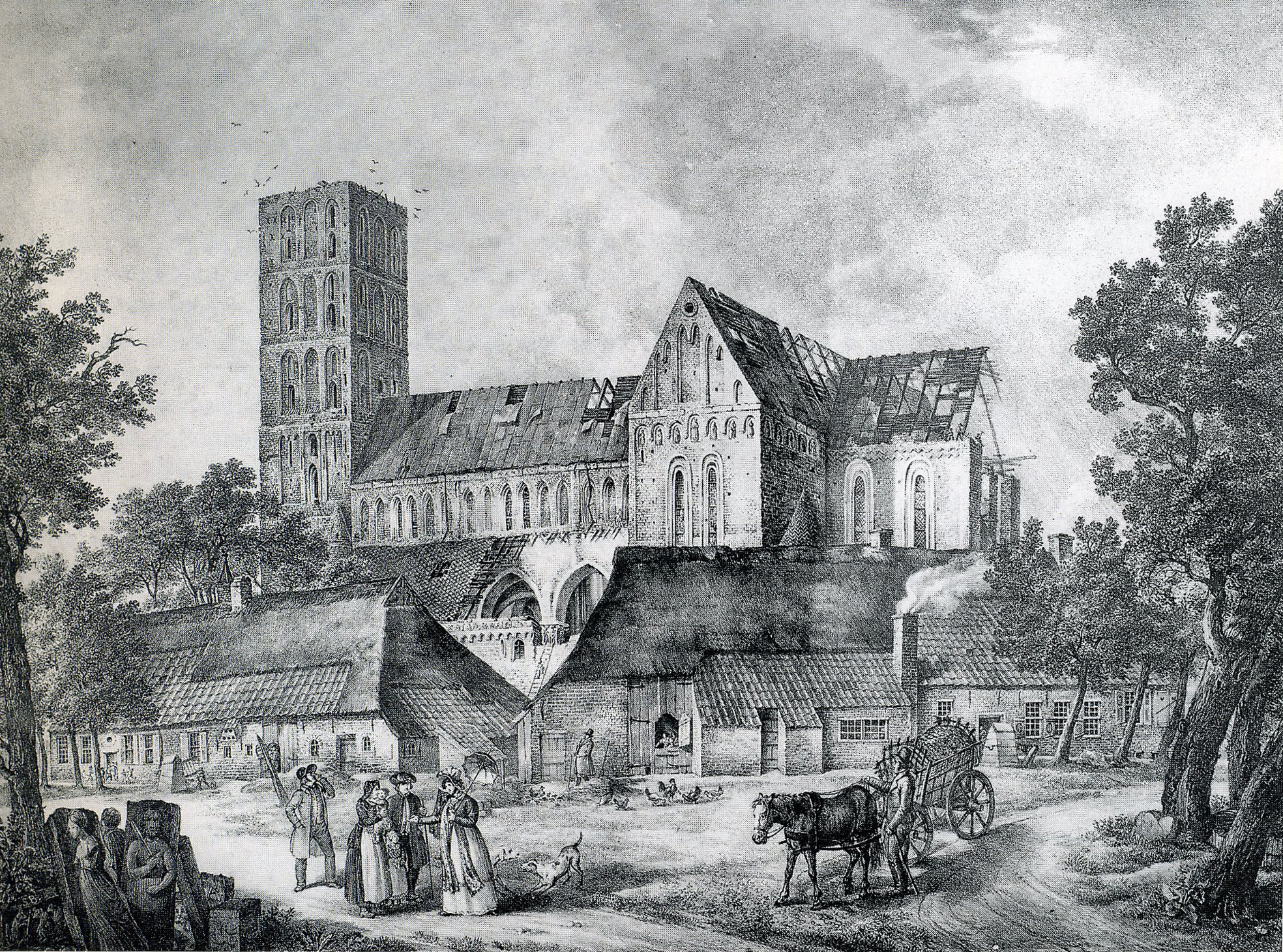
Die Kirche zu Marienhafe während des Abbruchs 1829

Im Verlauf des 13. Jahrhunderts erlebte das Brookmerland seine Blütezeit. In diese Zeit fällt der Bau der großen Kirchen, von denen die (ehemals dreischiffige) Kirche Marienhafe die größte ist. Damals war sie die größte Kirche im nordwestdeutschen Raum und noch 1462 spendete Papst Pius II. einen Ablass für den Besuch der Kirche, für Spenden an Einrichtungsgegenständen sowie für Geldspenden zur Erhaltung der Kirche „curia beate Marie“. Das Brokmerland gliederte sich zu dieser Zeit in drei Mittelbezirke mit jeweils zwei Hauptkirchen: Marienhafe und Engerhafe, Wiegboldsbur und Burhafe (heute Einzelhöfe in der Victorburer-Marsch), Bedekaspel und Südwolde (Blaukirchen).
Ende des 13. Jahrhunderts schloss sich das Auricherland dem Brookmerland an und bildete das vierte Viertel der Landesgemeinde. Fortan gliederte sich dieses erweiterte Brookmerland in vier Mittelbezirke mit den Hauptkirchen Marienhafe, Engerhafe, Victorbur und Aurich als Mittelpunkten. Nach dem Ende der Herrschaft der Häuptlingsfamilie tom Brok um 1450 trennte sich das Auricherland wieder vom Brookmerland.

### Häuptlingszeit

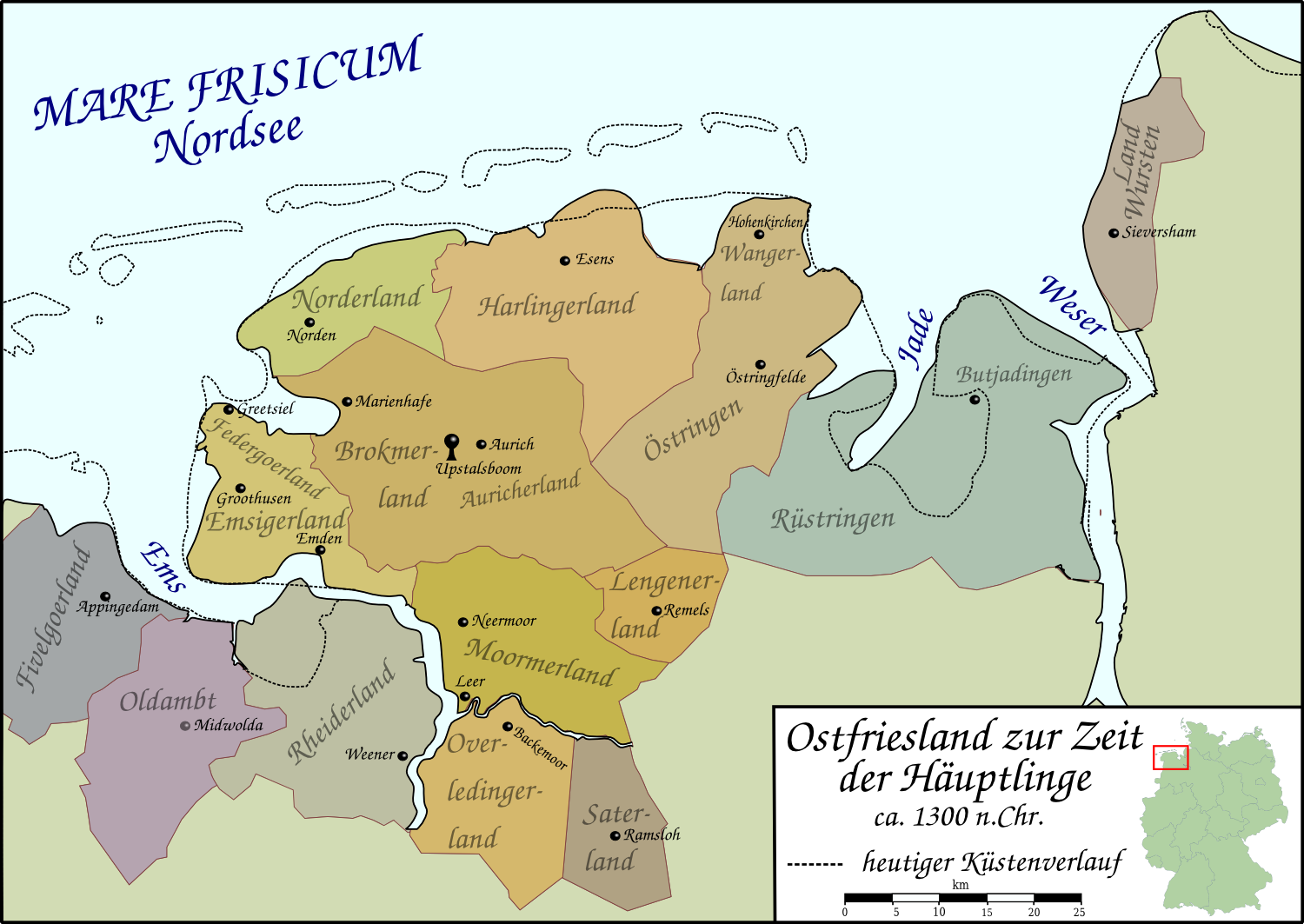
Das Brookmerland im Ostfriesland des 14. Jahrhunderts

Diese Konsulatsverfassung hatte bis zur Mitte des 14. Jahrhunderts Bestand. Danach zerfiel sie und wurde nach und nach abgelöst, als mächtige Familien die Häuptlingswürde übernahmen. Im Brookmerland war dies die Familie Kenesma, welche in der zweiten Hälfte des 14. Jahrhunderts im Brookmerland die Häuptlingswürde zugesprochen bekam. Danach benannte sie sich in tom Brok um und errichtete die Burg Brooke neben der schon bestehenden bischöflichen Burg in Oldeborg. Um 1380 errichteten die tom Brok in Aurich eine zweite Burg.

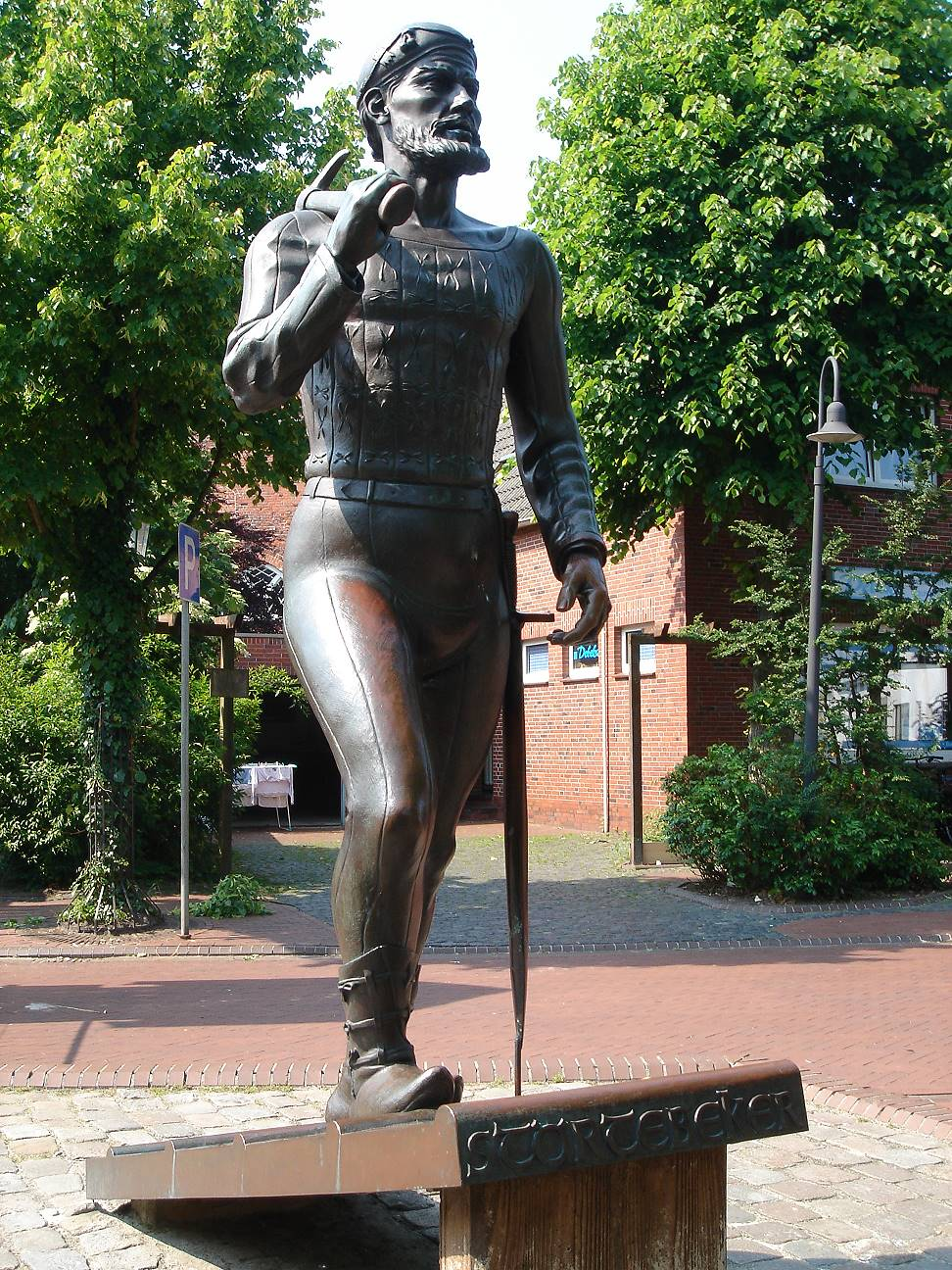
Klaus-Störtebeker-Denkmal

Der Hauptort Marienhafe entwickelte sich in dieser Zeit zu einem bedeutenden Handelsplatz. Nach schweren Sturmfluten 1374 und 1377 wurde er gar zum Seehafen. Damit bestand die Möglichkeit, Waren aus dem Brookmerland auf dem Wasserwege ins Münsterland zu transportieren. Die Wattflächen Leybucht und Kuipersand vor Marienhafe beziehen ihren Namen von der alten dreischiffigen Marienhafer Großkirche. Deren Dach waren auf der Nordseite mit Kupfer (Kuiper = friesisch-niederländisch für Kupfer) und auf der Südseite mit Schiefer (Ley = altdeutsch für Schiefer) gedeckt. Das Bauwerk zeigte Eingeweihten so von See her durch den wechselnden Blick auf die Kupfer- und die Schieferseite die bei Niedrigwasser befahrbar bleibenden Priele und sonstigen Wasserflächen. Ohne dieses Wissen waren der Ort und sein tideabhängiger Hafen von See her praktisch uneinnehmbar.
Im ausgehenden 14. Jahrhundert fanden Seeräuber um Klaus Störtebeker Unterschlupf in Marienhafe. Dafür revanchierte er sich beim Kampf der Häuptlinge des Brookmerlandes um die Vorherrschaft in Ostfriesland. Widzel tom Brok hatte den damals noch jungen Hafen den „Likedeelern“ oder „Vitalienbrüdern“ unter Klaus Störtebeker geöffnet. Diese nutzten den Ort als Schutz, zum Stapeln der geraubten Waren und zu deren Absatz. Dies wurde schließlich durch mehrere Strafexpeditionen der Hansestadt Hamburg unterbunden, die sich gegen die Seeräuber und mit ihnen sympathisierende Häuptlinge richteten. Dabei wurde Marienhafe aufgrund seines sicheren Hafens vor der Zerstörung bewahrt. Faldern und Larrelt bei Emden sowie andere ostfriesische Bauten wurden dagegen damals geschleift.

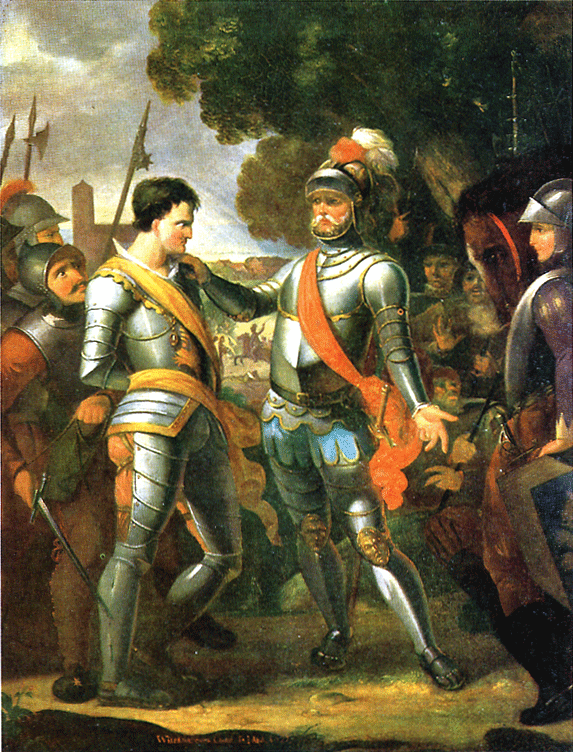
Ocko tom Brok wird nach der Schlacht auf den Wilden Äckern gefangen vor Focko Ukena geführt. Romantisierendes Historiengemälde von Tjarko Meyer Cramer, 1803.

Die tom Brok hatten zunächst mit Erfolg versucht, eine Landesherrschaft über die Frieslande diesseits und jenseits der Ems auszubilden. Ocko II. erbte schließlich derart große Herrschaftsgebiete, dass er sich Häuptling von Ostfriesland nennen konnte. In der Folgezeit kam es jedoch zwischen Focko Ukena und Ocko tom Brok zu Streitigkeiten, die in offene Kriegshandlungen übergingen. Nach einem ersten Sieg Ukenas über Ocko II. bei Detern 1426 verband sich Focko mit dem Bischof von Münster und zahlreichen ostfriesischen Häuptlingen gegen den nun auf das Brookmerland beschränkten Ocko und schlug ihn am 28. Oktober auf den Wilden Äckern endgültig. Er wurde nach Leer verbracht und blieb vier Jahre lang inhaftiert. 1435 verstarb er machtlos als Letzter seines Geschlechts in Norden.
Die folgende Herrschaft Focko Ukenas im Brookmerland blieb nur ein kurzfristiges Intermezzo. Nachdem das Volk gerade der Herrschaft der tom Brok entkommen war, fühlten sich viele von den neuen Machthabern verraten, da sie genau wie die tom Brok althergebrachte Rechte der friesischen Freiheit zu ignorieren schienen. So entstand um 1430 im Brookmerland ein Aufstand, der sich nach einem unglücklichen Angriff Fockos auf das Bremer Stadtland an der Unterweser zu einem allgemeinen ostfriesischen Volksaufstand ausweitete.
Nach der Eroberung von Oldersum und Aurich schlossen die ostfriesischen Landesverbände und die kleineren Häuptlinge am 14. November 1430 unter Führung des Häuptlings Edzard Cirksena aus Greetsiel den Freiheitsbund der Sieben Ostfrieslande. Um 1440 wurden die Cirksena zu Richtern und „Vormündern“, zu Häuptlingen des Brookmerlandes wie des Auricherlandes und hatten dort nach dem Zwischenspiel der Ukena schließlich die Erbfolge der tom Brok angetreten. Sie mussten jedoch Rücksicht auf Gemeindefreiheit und das Landesrecht nehmen. Die Landesgemeinden hatten sich neu konstituiert. So gab es wieder ein Brookmerland, ein Auricherland und im Südwesten des Auricherlandes ein eigenes Süderland (Bangstede, Ochtelbur, Riepe und Simonswolde).
Als die Cirksena 1464 in den Reichsgrafenstand erhoben wurden, machten sie die von ihren Burgen beherrschten Bereiche zu Ämtern: das Brookmerland gehörte wie das Auricherland fortan zum Amt Aurich und zerfiel in die Nordbrookmer Vogtei mit Osteel, Marienhafe und Siegelsum und die Südbrookmer Vogtei mit den Kirchspielen Engerhafe, Victorbur, Wiegboldsbur, Bedekaspel und Forlitz-Blaukirchen. In der Folgezeit teilte das Brookmerland das Schicksal der Grafschaft.